# Delegati dal Mississippi al Congresso degli Stati Uniti d'America

Distretti del Mississippi dal 2023

Sin dall'ammissione all'Unione come stato, avvenuta nel 1837, il Mississippi è rappresentato al Congresso degli Stati Uniti da una delegazione al Senato e alla Camera dei rappresentanti. Ogni stato elegge due senatori con mandati di sei anni, a prescindere dalla popolazione dello stato; quelli del Mississippi appartengono alle classi 1 e 2. Elegge inoltre un numero di rappresentanti alla Camera in numero proporzionale alla popolazione, ogni due anni; è attualmente rappresentato alla Camera dei rappresentanti da quattro delegati, eletti in distretti uninominali con il sistema first-past-the-post.
Essendo il numero dei rappresentanti proporzionale alla popolazione dello stato, la rappresentanza alla Camera è variata nel corso della storia dello stato, da un minimo di uno ad un massimo di otto rappresentanti. L'ultimo censimento del 2020 ha confermato il numero di quattro rappresentanti.

## Camera dei rappresentanti

### Delegati attuali
La delegazione alla camera dei rappresentanti ha un totale di 4 membri in carica, 3 repubblicani e 1 democratico.
| Distretto | Rappresentante  | Partito      | CPVI (2025) | Inizio mandato | Mappa del distretto |
| --------- | --------------- | ------------ | ----------- | -------------- | ------------------- |
| 1°        | Trent Kelly     | Repubblicano | R+18        | 2 giugno 2015  |                     |
| 2°        | Bennie Thompson | Democratico  | D+11        | 13 aprile 1993 |                     |
| 3°        | Michael Guest   | Repubblicano | R+14        | 3 gennaio 2019 |                     |
| 4°        | Mike Ezell      | Repubblicano | R+21        | 3 gennaio 2023 |                     |

## Senato degli Stati Uniti d'America
| Senatore                    | Congresso               | Senatore                   |
| Classe 1                    | Congresso               | Classe 2                   |
| --------------------------- | ----------------------- | -------------------------- |
| David Holmes (D-R)          | 15                      | Thomas Hill Williams (D-R) |
| David Holmes (D-R)          | 16                      | Thomas Hill Williams (D-R) |
| David Holmes (D-R)          |                         | Thomas Hill Williams (D-R) |
| 17                          |                         | Thomas Hill Williams (D-R) |
| 18                          |                         | Thomas Hill Williams (D-R) |
| David Holmes (J)            | 19                      | Thomas Hill Williams (J)   |
| Powhatan Ellis (J)          | 19                      | Thomas Hill Williams (J)   |
| Thomas Buck Reed (J)        | 19                      | Thomas Hill Williams (J)   |
| Powhatan Ellis (J)          | 20                      | Thomas Hill Williams (J)   |
| Powhatan Ellis (J)          | 21                      | Thomas Buck Reed (J)       |
| Powhatan Ellis (J)          | 21                      | Robert H. Adams (J)        |
| Powhatan Ellis (J)          | 21                      | George Poindexter (J)      |
| Powhatan Ellis (J)          | 22                      | George Poindexter (Anti-J) |
| John Black (J)              | 22                      | George Poindexter (Anti-J) |
| John Black (Anti-J)         | 23                      | George Poindexter (Anti-J) |
| John Black (Anti-J)         | 24                      | Robert J. Walker (J)       |
| John Black (W)              | 25                      | Robert J. Walker (D)       |
| James F. Trotter (D)        | 25                      | Robert J. Walker (D)       |
| Thomas Hickman Williams (D) | 25                      | Robert J. Walker (D)       |
| John Henderson (W)          | 26                      | Robert J. Walker (D)       |
| John Henderson (W)          | 27                      | Robert J. Walker (D)       |
| John Henderson (W)          | 28                      | Robert J. Walker (D)       |
| Jesse Speight (D)           | 29                      | Robert J. Walker (D)       |
| Jesse Speight (D)           | 29                      | Joseph W. Chalmers (D)     |
| Jesse Speight (D)           | 30                      | Henry S. Foote (D)         |
| Jefferson Davis (D)         | 30                      | Henry S. Foote (D)         |
| 31                          |                         | Henry S. Foote (D)         |
| 32                          |                         | Henry S. Foote (D)         |
| John J. McRae (D)           | Walker Brooke (W)       |                            |
| Stephen Adams (D)           | Walker Brooke (W)       |                            |
| 33                          | Albert G. Brown (D)     |                            |
| 34                          | Albert G. Brown (D)     |                            |
| Jefferson Davis (D)         | Albert G. Brown (D)     | 35                         |
| Jefferson Davis (D)         | Albert G. Brown (D)     | 36                         |
| Vacante                     | Vacante                 |                            |
| Vacante                     | Vacante                 | 37                         |
| Vacante                     | Vacante                 | 38                         |
| Vacante                     | Vacante                 | 39                         |
| Vacante                     | Vacante                 | 40                         |
| Vacante                     | Vacante                 | 41                         |
| Adelbert Ames (R)           | Hiram Rhodes Revels (R) |                            |
| Adelbert Ames (R)           | 42                      | James L. Alcorn (R)        |
| Adelbert Ames (R)           | 43                      | James L. Alcorn (R)        |
| Henry R. Pease (R)          |                         | James L. Alcorn (R)        |
| Blanche Bruce (R)           | 44                      | James L. Alcorn (R)        |
| Blanche Bruce (R)           | 45                      | Lucius Q.C. Lamar (D)      |
| Blanche Bruce (R)           | 46                      | Lucius Q.C. Lamar (D)      |
| James Z. George (D)         | 47                      | Lucius Q.C. Lamar (D)      |
| James Z. George (D)         | 48                      | Lucius Q.C. Lamar (D)      |
| James Z. George (D)         | 49                      | Lucius Q.C. Lamar (D)      |
| James Z. George (D)         | Edward C. Walthall (D)  |                            |
| James Z. George (D)         | 50                      |                            |
| James Z. George (D)         | 51                      |                            |
| James Z. George (D)         | 52                      |                            |
| James Z. George (D)         | 53                      |                            |
| James Z. George (D)         | Anselm J. McLaurin (D)  |                            |
| James Z. George (D)         | 54                      | Edward C. Walthall (D)     |
| James Z. George (D)         | 55                      | Edward C. Walthall (D)     |
| Hernando Money (D)          | William V. Sullivan (D) |                            |
| Hernando Money (D)          | William V. Sullivan (D) | 56                         |
| Hernando Money (D)          | 57                      | Anselm J. McLaurin (D)     |
| Hernando Money (D)          | 58                      | Anselm J. McLaurin (D)     |
| Hernando Money (D)          | 59                      | Anselm J. McLaurin (D)     |
| Hernando Money (D)          | 60                      | Anselm J. McLaurin (D)     |
| Hernando Money (D)          | 61                      | Anselm J. McLaurin (D)     |
| Hernando Money (D)          | James Gordon (D)        |                            |
| Hernando Money (D)          | LeRoy Percy (D)         |                            |
| John Sharp Williams (D)     | 62                      |                            |
| John Sharp Williams (D)     | 63                      | James K. Vardaman (D)      |
| John Sharp Williams (D)     | 64                      | James K. Vardaman (D)      |
| John Sharp Williams (D)     | 65                      | James K. Vardaman (D)      |
| John Sharp Williams (D)     | 66                      | Pat Harrison (D)           |
| John Sharp Williams (D)     | 67                      | Pat Harrison (D)           |
| Hubert D. Stephens (D)      | 68                      | Pat Harrison (D)           |
| Hubert D. Stephens (D)      | 69                      | Pat Harrison (D)           |
| Hubert D. Stephens (D)      | 70                      | Pat Harrison (D)           |
| Hubert D. Stephens (D)      | 71                      | Pat Harrison (D)           |
| Hubert D. Stephens (D)      | 72                      | Pat Harrison (D)           |
| Hubert D. Stephens (D)      | 73                      | Pat Harrison (D)           |
| Theodore G. Bilbo (D)       | 74                      | Pat Harrison (D)           |
| Theodore G. Bilbo (D)       | 75                      | Pat Harrison (D)           |
| Theodore G. Bilbo (D)       | 76                      | Pat Harrison (D)           |
| Theodore G. Bilbo (D)       | 77                      | James Eastland (D)         |
| Theodore G. Bilbo (D)       | 77                      | Wall Doxey (D)             |
| Theodore G. Bilbo (D)       | 78                      | James Eastland (D)         |
| Theodore G. Bilbo (D)       | 79                      | James Eastland (D)         |
| Theodore G. Bilbo (D)       | 80                      | James Eastland (D)         |
| John C. Stennis (D)         |                         | James Eastland (D)         |
| 81                          |                         | James Eastland (D)         |
| 82                          |                         | James Eastland (D)         |
| 83                          |                         | James Eastland (D)         |
| 84                          |                         | James Eastland (D)         |
| 85                          |                         | James Eastland (D)         |
| 86                          |                         | James Eastland (D)         |
| 87                          |                         | James Eastland (D)         |
| 88                          |                         | James Eastland (D)         |
| 89                          |                         | James Eastland (D)         |
| 90                          |                         | James Eastland (D)         |
| 91                          |                         | James Eastland (D)         |
| 92                          |                         | James Eastland (D)         |
| 93                          |                         | James Eastland (D)         |
| 94                          |                         | James Eastland (D)         |
| 95                          |                         | James Eastland (D)         |
| 96                          | Thad Cochran (R)        |                            |
| 97                          | Thad Cochran (R)        |                            |
| 98                          | Thad Cochran (R)        |                            |
| 99                          | Thad Cochran (R)        |                            |
| 100                         | Thad Cochran (R)        |                            |
| Trent Lott (R)              | Thad Cochran (R)        | 101                        |
| Trent Lott (R)              | Thad Cochran (R)        | 102                        |
| Trent Lott (R)              | Thad Cochran (R)        | 103                        |
| Trent Lott (R)              | Thad Cochran (R)        | 104                        |
| Trent Lott (R)              | Thad Cochran (R)        | 105                        |
| Trent Lott (R)              | Thad Cochran (R)        | 106                        |
| Trent Lott (R)              | Thad Cochran (R)        | 107                        |
| Trent Lott (R)              | Thad Cochran (R)        | 108                        |
| Trent Lott (R)              | Thad Cochran (R)        | 109                        |
| Trent Lott (R)              | Thad Cochran (R)        | 110                        |
| Roger Wicker (R)            | Thad Cochran (R)        |                            |
| 111                         | Thad Cochran (R)        |                            |
| 112                         | Thad Cochran (R)        |                            |
| 113                         | Thad Cochran (R)        |                            |
| 114                         | Thad Cochran (R)        |                            |
| 115                         | Thad Cochran (R)        |                            |
| 116                         | Cindy Hyde-Smith (R)    |                            |
| 117                         | Cindy Hyde-Smith (R)    |                            |
| 118                         | Cindy Hyde-Smith (R)    |                            |
| 119                         | Cindy Hyde-Smith (R)    |                            |